# DSW Heavyweight Championship
Il Deep South Heavyweight Championship è stato il primo alloro della Deep South Wrestling, l'ex federazione di sviluppo della WWE. Il primo campione è stato The Miz che vinse un torneo a 14 uomini sconfiggendo in finale Mike Knox. Venne ritirato nel 2007 e l'ultimo campione fu Austin Creed.

## Albo d'oro
| Wrestler:     | Volte: | Data:             | Luogo:                 | Note:                                                                                |
| ------------- | ------ | ----------------- | ---------------------- | ------------------------------------------------------------------------------------ |
| The Miz       | 1      | December 1, 2005  | McDonough (Georgia)    | Mizanin sconfisse Mike Knox nella finale del torneo per decretare il primo campione. |
| Derek Neikirk | 1      | December 22, 2005 | McDonough, Georgia     |                                                                                      |
| Conor O'Brian | 1      | June 22, 2006     | McDonough, Georgia     |                                                                                      |
| Bradley Jay   | 1      | September 7, 2006 | McDonough, Georgia     |                                                                                      |
| Vito          | 1      | January 25, 2007  | McDonough, Georgia     | Sconfisse Bradley Jay e Conor O'Brian in un three-way match.                         |
| Bradley Jay   | 2      | February 22, 2007 | McDonough, Georgia     |                                                                                      |
| Conor O'Brian | 2      | March 1, 2007     | McDonough, Georgia     |                                                                                      |
| Bradley Jay   | 3      | March 8, 2007     | McDonough, Georgia     | Titolo reso vacante in seguito alla fine della collaborazione fra WWE e DSW.         |
| Austin Creed  | 1      | July 12, 2007     | Locust Grove (Georgia) | Sconfisse Bradley Jay e vinse il titolo. Subito dopo la DSW chiuse i battenti.       |